# واجهة قياسية
في الاتصالات السلكية واللاسلكية، الواجهة القياسية أو المعيار القياسي (بالإنجليزية: Interface standard)‏ هو معيار يصف واحدًا أو أكثر من الخصائص الوظيفية (مثل تحويل الكود أو تخصيصات الخط أو الامتثال للبروتوكول) أو الخصائص الفيزيائية (مثل الخصائص الكهربائية أو الميكانيكية أو الضوئية) اللازمة للسماح بتبادل المعلومات بين نظامين أو أكثر (مختلفين عادة) أو قطعة من المعدات. بروتوكولات الاتصالات هي مثال.
قد يتضمن معيار السطح البيني خصائص تشغيلية ومستويات أداء مقبولة.
في المجتمع العسكري، تسمح معايير الواجهة بأداء وظائف القيادة والسيطرة باستخدام أنظمة الاتصال والحاسوب.

## الهواتف
هناك العديد من معايير الواجهة بين أجهزة المكتب المركزي للهاتف التناظري ومعدات مباني العملاء. تشتمل مسارات الصوت الفردية عمومًا على توصيلات صوتية تناظرية ، إما دائرة بسلكين أو دائرة بأربعة أسلاك بالإضافة إلى مسارات إشارة للإشارة إلى تقدم المكالمة ومعلومات الحالة ، مثل الرنين والإشراف على الإجابة وما إلى ذلك. بعض أنواع الواجهة المعروفة هي:
- FXO foreign exchange office
- FXS foreign exchange station
- DPO dial pulse originate
- DPT dial pulse terminate
- E and M signaling
- KS Kewlstart
- Loop start
- Ground start